# Staatspolizeileitstelle München

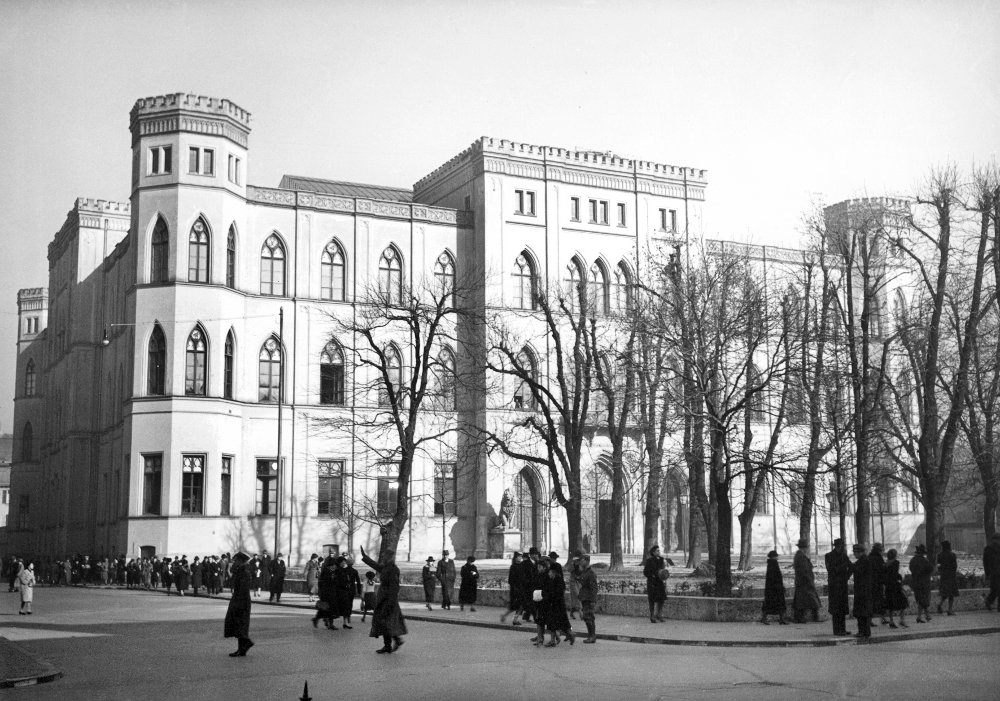
Gestapozentrale im Wittelsbacher Palais (1940)

Die Staatspolizeileitstelle München war die zentrale Dienststelle der Geheimen Staatspolizei (Gestapo) in München in der Zeit des Nationalsozialismus von 1933 bis 1945. Ihre Zentrale war das Wittelsbacher Palais in der Maxvorstadt. Der Ruf der „Leitstelle“ war bei den nationalsozialistischen Führungskräften so gut, dass man nach Auflösung der föderalen Struktur im Deutschen Reich 1936 die Gestapo-Zentrale in Berlin nach dem Vorbild Münchens gestaltete und mit Personal von dort bestückte.

## Geschichte

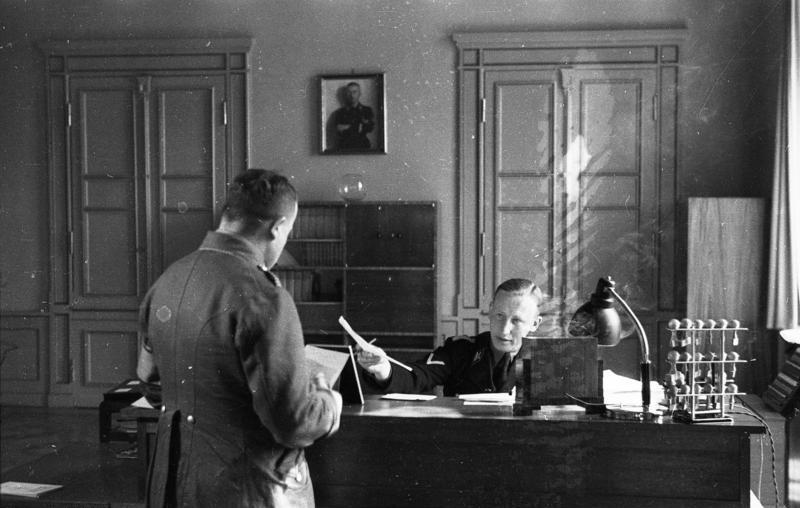
Reinhard Heydrich in der Gestapo-Zentrale in München (1934)

Nach der Machtergreifung der Nationalsozialisten gründete das Bayerische Justizministerium die Bayerische Politische Polizei (BPP), die 1936 aufgelöst und in die Staatspolizei überführt wurde. Ihr Leiter war der Chef der SS, Heinrich Himmler; sein Stellvertreter, Reinhard Heydrich, war der Chef des SD, also des Nachrichtendiensts in der SS.

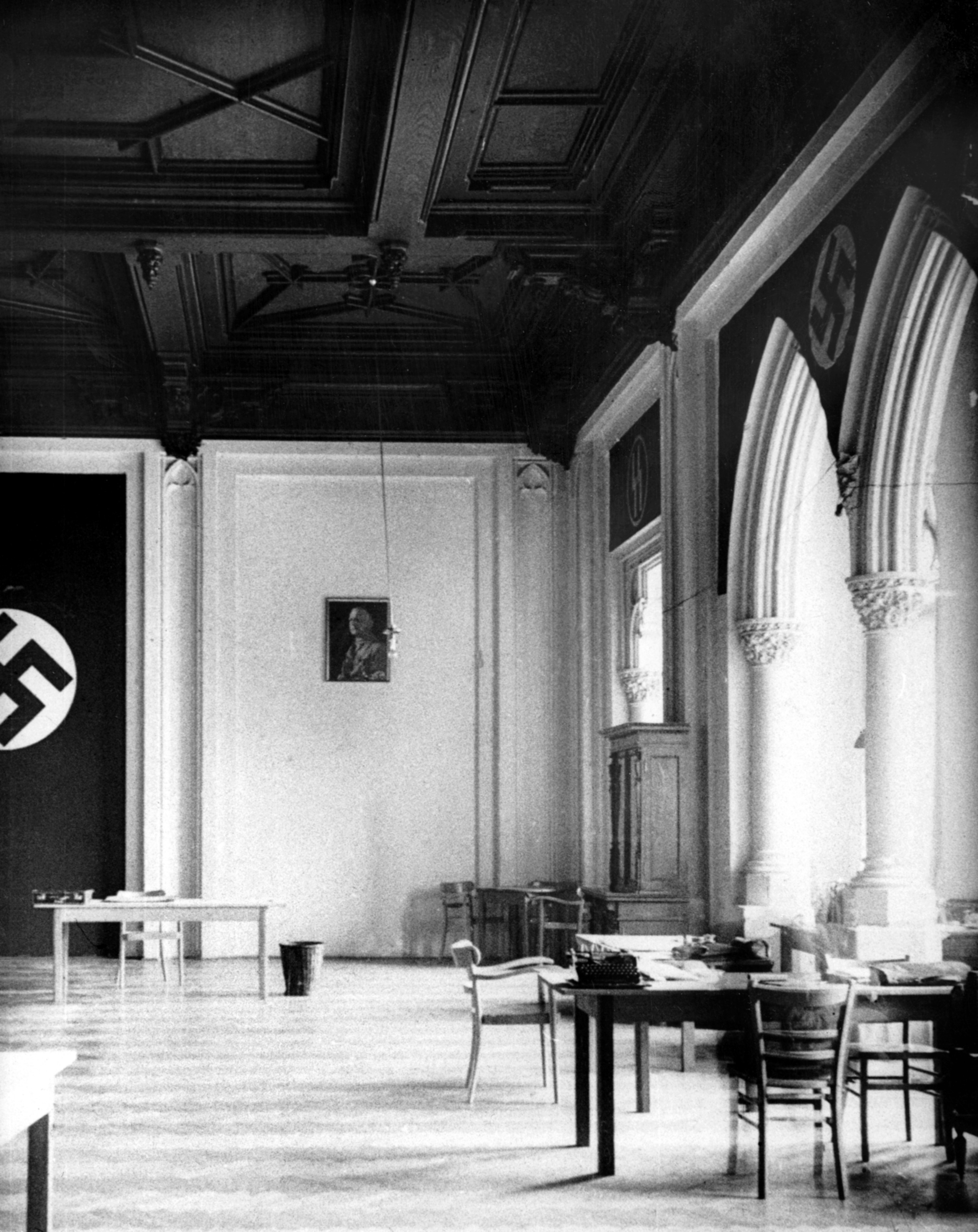
Der Tanzsaal (ca. 1940)

Bereits im Monat März 1933 nahm die BPP 5.000 Personen fest. Im Polizeipräsidium in der Ettstraße fehlte der Platz für den rasch expandierenden „politischen Arm“ der Polizei. So begannen im Sommer 1933 die Umbauten des Wittelbacher Palais an der Ecke der Türken- und Brienner Straße in München. Unter anderem wurden in die 20 Meter hohen Räume Zwischendecken eingebaut, und zahlreiche Räume mit Abhörtechnik ausgestattet. Der neugotische Prachtbau eignete sich nicht nur gut für ein- und ausfahrende Autos, sondern er zeigte der Bevölkerung die Bedeutung einer starken nationalsozialistischen Polizei.
Ende 1933 entstand hinter dem repräsentativen Gebäude – und damit von der Öffentlichkeit nicht wahrgenommen – ein dreistöckiges Gefangenenhaus. Die anfangs 22 Zellen hatten Platz für 52 Häftlinge. Die Postadresse war Brienner Straße 50.

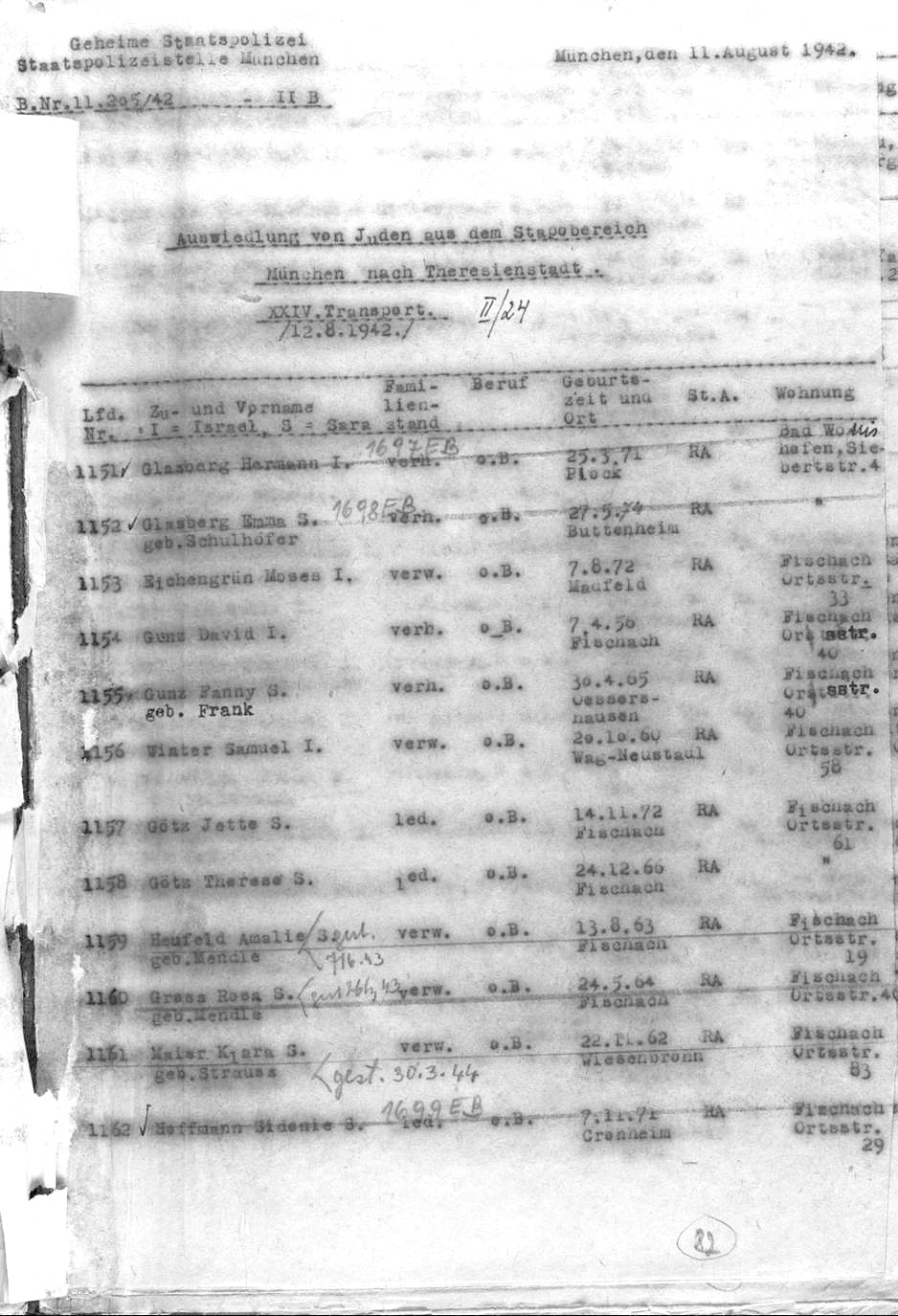
Deportation von Juden aus dem bayerischen Fischach, unter Leitung der Gestapo-Leitstelle München (1942)

Die Gestapo-Zentrale war für die Organisation der Deportation von jüdischen Bürgern von München in Konzentrationslager zuständig. Im KZ Dachau betrieb die „Politische Abteilung“ der Münchner Leitstelle schon von Beginn an ein erweitertes Gestapo-Gefängnis. Bis 1935 bestand eine der Hauptaufgaben darin, Morde im Lager zu vertuschen, damit die Staatsanwaltschaft nichts davon erfuhr. Ab 1941 entstanden unter anderem in Moosach, Thalham, Mühldorf und Landsberg am Lech Arbeits- und Erziehungslager zur Bestrafung von Zwangsarbeitern. Zuständig dafür war die „Ausländerabteilung II E“ der Leitstelle in München. In Mühldorf und Landsberg-Kaufering entstanden 1944 unterirdische Fabriken zum Flugzeugbau. Dafür setzten Gestapo und SS verstärkt jüdische Häftlinge ein, von denen viele unter den extremen Bedingungen starben.
Die Leitstelle unterstand formell dem Innenministerium, arbeitete aber weitgehend autonom. Sie finanzierte sich im Wesentlichen selbst: über die Aneignung fremden Eigentums, Vermögensentzug und die Vermietung von Häftlingen. Zum Beispiel zog die Münchner Gestapo die Gelder, Bücher und Wertgegenstände der SPD ein. Unmittelbar nach der „Reichskristallnacht“ war die Gestapo zuständig für die Beschlagnahme jüdischen Eigentums. Sie plünderte bayerische Klöster wie St. Ottilien. Ab 1941 war die Vermietung ausländischer Arbeitskräfte an Rüstungsbetriebe, an die Reichsbahn und private Betriebe eine bedeutende Einnahmequelle.
Darüber hinaus spielte die persönliche Bereicherung eine Rolle. So gab es Fälle der Androhung von Folter, falls nicht gezahlt würde. Zwei Chefs der Münchner Gestapo (Beutel und Isselhorst) eckten durch persönliche Bereicherung bei der Partei an und wurden unter anderem deswegen abgesetzt. Gestapo-Mitarbeiter in München und anderswo bereicherten sich an den Besitztümern von Juden. In München waren das unter anderem Gerhard Grimm und Eduard Fahlbusch. Ende Januar 1945 brachten sie Rosa Krämer ins Wittelsbacher Palais, nahmen ihr Uhren, Ringe und Schmuck ab, bevor sie sie sie ins Ausweichlager für jüdische Frauen abschoben.
Am 24. April 1944 traf eine Brandbombe das Wittelsbacher Palais. Dabei wurde der gesamte Aktenbestand zerstört. Das Gebäude stand als Teilruine bis 1950 und wurde dann abgetragen. An dem Ort befindet sich heute ein Bürogebäude.
Mindestens 12 Münchner Gestapo-Angehörige wurden nach dem Zweiten Weltkrieg in die Organisation Gehlen, dem Vorläufer des Bundesnachrichtendiensts übernommen: Rudolf Fumy, Franz Josef Huber, Friedrich Panzinger, Joseph Schreieder, Sebastian Ranner, Heinrich Dietrich, Karl Ritter, Fritz Seibold, Franz Hollweck, Leonhard Halmanseger, Max Noeth und Franz Blümlhuber.

## Häftlinge

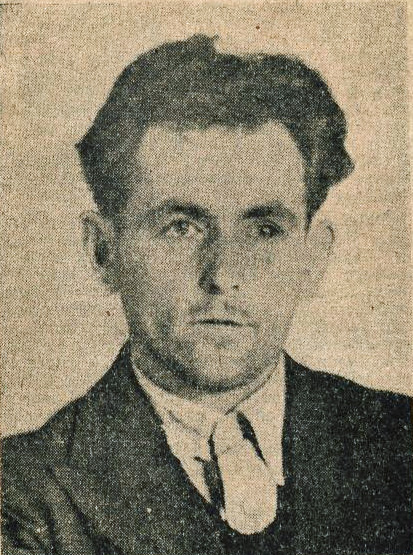
Georg Elser, Häftling (1939)

Die Häftlinge befanden sich im rechtsfreien Zustand. Es gab keine richterliche Anordnung für ihre Einweisung und keine Angaben über die Dauer des Verbleibs. Viele wurden im „Hausgefängnis“ gefesselt und über den Keller ins Haupthaus zu Vernehmungen und in eigens dafür akustisch abgeschirmte Folterräume im Keller geführt. In der Anfangszeit waren dies meist Journalisten wie Paul Nikolaus Cossmann, Sozialdemokraten und Kommunisten wie Ludwig Holleis und Hans Hutzelmann, später Priester und Geistliche wie Pater Rupert Mayer, zu Kriegszeiten so genannte Ostarbeiter. Diese Gefangenen wurden ins Gestapo-Gebäude nach München gebracht, wo sie mit Prügelstrafen für ihre Zwangsarbeit in der deutschen Rüstungsindustrie gefügig gemacht werden sollten.
Kommunisten wurden im weiteren Kriegsverlauf immer extremeren Verhören ausgesetzt. So saß Hans Hutzelmann schwer misshandelt reglos auf einem Stuhl, als man seinen Freund Karl Zimmet hereinführte. Zimmet durfte kein Mitgefühl zeigen, denn die Vernehmungstaktik zielte genau darauf, deren Komplizenschaft aufzudecken. Ein weiterer Kollege, der Kommunist Georg Jahres, starb 1944 unter der Folter. Auch in Sippenhaft geratene Menschen wie die Schwager von Hans Hutzelmann, Ludwig und Andreas Holleis, wurden im Gestapo-Gefängnis gefoltert. Beide starben an den Folgen.
Eine Strategie der Münchner Gestapo bestand in der Androhung von Folter, um Häftlinge „umzudrehen“, sie also zu Spitzeln zu machen. Bei katholischen Geistlichen wie Anton Scharnagl, denen man Verletzung des Zölibats nachwies, funktionierte das über Erpressung.
In den Zellen saßen u. a. die Widerstandskämpfer Georg Elser, Adolf von Harnier und weitere Mitglieder des Harnier-Kreises sowie Mitglieder der „Weißen Rose“. Der Schriftsteller Ernst Wiechert verbrachte Monate hier, bevor ihn die Machthaber ins KZ Buchenwald abschoben. Der ehemalige Österreichische Kanzler Kurt Schuschnigg durchlief das Haus, bevor er ins Reichssicherheitshauptamt nach Berlin und anschließend in mehrere Konzentrationslager gebracht wurde. Das Personal der Münchner Gestapo förderte bei den „Schutzhäftlingen“ das Gefühl permanenter Unsicherheit und die Angst vor Abschiebung ins KZ Dachau.
Für den NS-Staat hatte die Münchner Gestapo-Zentrale Vorbildcharakter, vor allem aus zwei Gründen: die hochmoderne technische Ausstattung, von Abhörmikrofonen bis zu Fernschreibern; und ihr Geschick, Vorgänge nicht nach außen dringen zu lassen, insbesondere Anzeigen nicht vor ein Gericht zu bringen. Dafür hatte Himmler einen jungen Juristen eingestellt, Walther Stepp. Er fing sehr effektiv die Beschwerden aus dem Gestapo-Haus ab und düpierte damit die bayerische Justiz.

## Dienststellenleiter

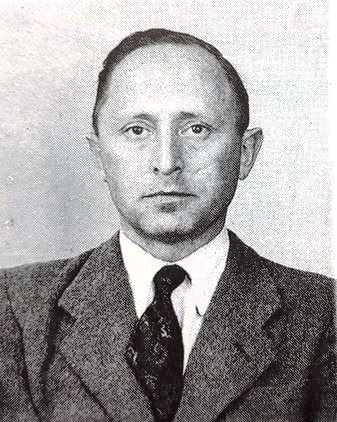
Oswald Schäfer, letzter Leiter der Gestapo-Zentrale (1937)

Die höheren Polizeiränge der Gestapo waren in der Regel Juristen, die nach 1900 geboren waren, also keinen Wehrdienst im Ersten Weltkrieg abgeleistet hatten. Die vor 1900 geborenen besetzten die niederen Positionen des 300-köpfigen Personals. Sie kamen häufig aus Handwerksberufen.
Reinhard Heydrich war 29 Jahre alt, als er die bayerische Gestapo als eigenständige Organisation aufbaute. Im April 1933 machte er Jakob Beck zu seinem Stellvertreter, gefolgt von Walther Stepp. Beck organisierte den Röhm-Putsch mit und war bei der Ermordung Röhms vor Ort. Heydrich wechselte ein Jahr später mit einigen erfahrenen Polizisten, der so genannten „Bayern-Brigade“, nach Berlin in das Geheime Staatspolizeiamt (Gestapa), quasi die Gestapo-Zentrale des Deutschen Reichs.
Von 1937 bis 1939 leitete Lothar Beutel die Gestapo Münchens. Er war als einziger kein Jurist, sondern Apotheker, mit einer zuvor steilen Karriere in der SS. Beutel war im Rahmen des Röhm-Putschs bei den Ermordungen von SA-Leuten in Sachsen federführend. Unmittelbar nach Kriegsbeginn 1939 kam er nach Polen und nahm als verantwortlicher Leiter am Bromberger Blutsonntag und zahlreichen anderen Morden teil.
Sein Nachfolger wurde von 1939 bis 1941 Erich Isselhorst. Er war der einzige Leiter der Gestapo-Zentrale in München, der nach dem Krieg hingerichtet wurde. Alle anderen kamen früher oder später frei.
1941 fiel Isselhorst wegen Unterschlagung in Ungnade. Ihm folgte Oswald Schäfer nach. Dieser war darüber hinaus zuständig für 43 Judentransporte und war persönlich bei den Deportationen anwesend. Noch bis Ende April 1945, also wenige Tage vor der deutschen Kapitulation, leitete Schäfer die Gestapo-Zentrale in München.

## Personal
Ein Teil des Personals der Gestapo-Leitstelle München wurde gleich zu Beginn aus der Polizei der Weimarer Republik rekrutiert. Die Gestapo galt als gute Adresse, weil das Gehalt höher als üblich war. In den frühen 1940er Jahren wurden Frauen kriegsdienstverpflichtet; im Fall einer Kündigung folgte die Drohung, sie zu Arbeiten an die Ostfront abzuschieben.
Die Vernehmungen der Verhafteten nahmen stets Männer vor. Die als Stenotypistinnen, Telefonistinnen und Übersetzerinnen angestellten Frauen bekamen durch die Akten mit, wer die Häftlinge waren und wie mit ihnen verfahren wurde. Zu ihren Standardaufgaben gehörte es auch, Vernehmungsprotokolle aufzunehmen. Einige wurden zu den Folterungen in den Keller bestellt, wo sie sich in der Männerdomäne behaupten mussten. In vielen Fällen munterten die Frauen ihre männlichen Kollegen dazu auf, noch härter mit Ochsenziemern auf die nackten Körper einzuschlagen. Die Quellenlage zu den Sekretärinnen in der Münchner Gestapo-Leitstelle ist dünn. Bei einigen Frauen ist nachweisbar, dass sie nach dem Krieg in die bundesrepublikanische Verwaltung kamen.
In den späten Kriegsjahren mussten Studentinnen, wie die damals 19-jährige Freda Hertz-Kleptow, kriegsdienstverpflichtet in der Leitstelle der Gestapo München arbeiten. Hertz-Kleptows neuer Chef Oswald Schäfer übertrug ihr sofort als „Sonderaufgabe“, einen Fall zu übernehmen. Sie war als Bürokraft eingestellt worden, übernahm dann aber polizeiliche Tätigkeiten wie Verhöre von Häftlingen. Das Spruchkammergericht kam nach dem Krieg zu der Auffassung, dass sie schuldig war. Sie fiel jedoch unter die Jugendamnestie.